# Čelić
Čelić je grad i općina u sjeveroistočnom dijelu Bosne i Hercegovine, na brežuljkastim i blago brdovitim padinama Majevice i dijelovima ravne Posavine, nadmorske visine od 140 – 711 metara. Zauzima površinu od 132 km2, a na ovom prostoru živi oko 12.000 stanovnika. 
Graniči s općinama Srebrenik, Tuzla, Lopare (RS) i Distriktom Brčko.

## Zemljopis
Općina Čelić se nalazi u sjeveroistočnom dijelu Bosne i Hercegovine na brežuljkastim i blago brdovitim padinama Majevice i dijelovima ravne Posavine, nadmorske visine od 140 – 711 metara.
Zauzima površinu od 132 km2, a na ovom prostoru živi oko 12.000 stanovnika. Sastavni je dio Tuzlanske županije. Graniči s općinama Srebrenik, Tuzla, Lopare (RS) i Distriktom Brčko. 
Administrativni, kulturni i privredni centar je Čelić, smješten na magistralnom putu Tuzla-Brčko, na mjestu gdje se sastaju rijeke Gnjica i Šibošnica.
Predstavljajući svojevrstan dar prirode, Čelić ima svoju povijest. Ona potiče još od kamenog doba, o čemu svjedoče materijalni ostaci pronađeni u blizini naselja. Na području Općine prisutno je više nekropola stećaka, dvije džamije iz Osmanskog perioda i više objekata narodnog graditeljstva.

## Stanovništvo

### Čelić (naseljeno mjesto), nacionalni sastav
| Čelić              |                |                |                |
| godina popisa      | 1991.          | 1981.          | 1971.          |
| Muslimani          | 3006 (93,49 %) | 2824 (94,54 %) | 2547 (94,64 %) |
| Srbi               | 106 (3,29 %)   | 78 (2,61 %)    | 88 (3,27 %)    |
| Hrvati             | 10 (0,31 %)    | 7 (0,23 %)     | 10 (0,37 %)    |
| Jugoslaveni        | 59 (1,83 %)    | 59 (1,97 %)    | 21 (0,78 %)    |
| ostali i nepoznato | 34 (1,05 %)    | 19 (0,63 %)    | 25 (0,92 %)    |
| ukupno             | 3215           | 2987           | 2691           |

## Naseljena mjesta
Općinu Čelić sačinjavaju naselja:
Čelić, Humci (Gornji i Donji), Ratkovići, Brnjik, Vražići, Velino Selo, Šibošnica, Nahvioci, Lukavica, Miladići, Visori i Drijenča.

## Povijest
Godine 1991., općina Lopare u čijem je sastavu bio teritorij današnje općine Čelić pristupila je paradržavnoj zajednici "Srpske autonomne oblasti Semberije i Majevice".
Tim činom jasno je dato do znanja što slijedi. Privremena Skupština koju su sačinjavali odbornici muslimanskog i hrvatskog naroda kao i predsjednici Savjeta i Skupština mjesnih zajednica, 2. studenoga 1991. godine donijela je Odluku o raspisivanju referenduma za izdvajanje iz Skupštine opštine Lopare i SAO Semberije i Majevice po mjesnim zajednicama Koraj, Čelić, Ratkovići, Brnjik, Vražići, Velino Selo, Sitari, Donji Humci, Gornji Humci, Nahvioci, Šibošnica i Drijenča. Imenovana je Izborna komisija za sprovođenje referenduma. Referendum je održan 17. i 18. studenoga 1991. godine. Rezultat referenduma je preko 99 % za izdvajanje iz općine Lopare i formiranje općine Čelić. Rezultati referenduma dostavljeni su Vladi i Skupštini R BiH. Nakon referenduma pristupilo se izradi Elaborata o ekonomskoj opravdanosti formiranja općine Čelić.
Na čelu tima za izradu Elaborata bio je Abdulah Kovačević. To je bio razlog da srpski ekstremisti s JNA mučki likvidiraju Abdulaha Kovačevića 29. studenoga 1991. godine.
Zahvaljujući aktivistima pripadnika Patriotske lige, osujećene su ideje agresora, organiziran je narod i stalo se u obranu. Tokom ratnih djelovanja, obranjena su sva naselja osim Koraja iz kojeg je protjerano stanovništvo 15. lipnja 1992. godine. Ratno Predsjedništvo općine Čelić se stavilo u odbranu i uspostavi civilne vlasti i života na ovom području. U tom ratnom periodu, Predsjedništvo R BiH je 10. ožujka 1994. godine donijelo Uredbu sa zakonskom snagom o obrazovanju općine Čelić.

## Poznate osobe
- Razija Mujanović, košarkašica
- Abdulah Kovačević, pjesnik
- Mehmedalija Muratović Ćopak, pjevač
- Rasim Delić, zapovjednik ARBiH.
- Hazim Šadić, general Armije BiH, zapovjednik 2. korpusa
- Ahmet Kobić Kobo, narodni heroj

## Obrazovanje
Na području Općine egzistiraju tri osnovne i jedna srednja škola. Najstarija i po pitanju učenika najbrojnija među njima jeste Javna ustanova Osnovna škola "Čelić" (nekadašnja Osnovna škola "Ahmet Kobić"), koja postoji još od davne 1886. godine. Ona je najstarija kulturna i odgojno-obrazovna institucija na području cijele Općine, mjesto u kojem su se više od cijelog jednog stoljeća rađale sve značajne ideje i inicijative u vezi s kulturom ovog kraja. Njena školska biblioteka (koja je prije agresije na BiH 1992. .godine imala čak 12000 knjiga) desetinama godina je bila jedina biblioteka na Općini, koja nije služila samo učenicima i zaposlenicima Škole, već i svim ostalim građanima Čelića i okolnih mjesta. Kroz ovu školu prošle su mnoge poznate ličnosti Bosne i Hercegovine i svijeta, a svakako najpoznatija među njima jeste košarkašica svjetskog ranga Razija Mujanović. Javna ustanova Osnovna škola "Čelić" smještena je u centru Čelića i ima oko 600 učenika (ovaj broj je prije ratnih djelovanja bio svakako mnogo veći, te je sezao i do 1000 učenika). Nastava u ovoj školi izvodi se po NPP-u za devetogodišnje obrazovanje, a prije ratnih djelovanja u sklopu Osnovne škole "Čelić" bio je organiziran i rad predškolskog odgoja. Direktor Škole je Sabahudin Horozovic.  
Općina Čelić ima još i Osnovnu školu "Vražići" u mjestu Vražići, Osnovnu školu "Humci" u mjestu Humci, te Mješovitu srednju školu "Čelić" u Čeliću.

## Šport
- NK Čelić, nogometni klub
- NK Vražići 92, nogometni klub

## Vanjske poveznice
- Selo Drijenča Grb općine Čelić